# Santa Catarina do Monte Sinai
La Santa Catarina do Monte Sinai fue una carraca portuguesa del siglo XVI. 
Tenía elevados el castillo de proa y el de popa , aunque este último era más alto, dando una forma de un barco de 6 cubiertas. Los cañones estaban distribuidos en 3 hileras a popa del palo mayor y en 2 hileras en el castillo de proa. La mayoría de los cañones eran piezas de poco peso, en su mayoría de los llamados pedreros, ya que su finalidad no era dañar el casco, sino dañar la arboladura y eliminar hombres de la cubierta para facilitar un posterior abordaje. 

## Historial
En 1520 la Santa Catarina do Monte Sinai comenzó su carrera en la India. Ese año, fue elegida como nao capitana de la armada que conduciría a Italia a la Infanta Beatriz, hija de Manuel I de Portugal, que acudía a su enlace matrimonial con Carlos III, Duque de Saboya.
En 1524 la nao, fue escogida como insignia de la escuadra que conduciría a la India a Vasco da Gama, como virrey.
En el océano Índico participó en diversas operaciones navales, entre la que destaca el ataque a Mombasa, donde sirvió de capitana de Nuno da Cunha y donde utilizó su potencia de fuego.
La nave, aparece en una pintura del siglo XVI, atribuida a Joachim Patinir.
- Datos: Q838720